# Jurinia laticornis
Jurinia laticornis är en tvåvingeart som beskrevs av Macquart 1846. Jurinia laticornis ingår i släktet Jurinia och familjen parasitflugor.
Artens utbredningsområde är Colombia. Inga underarter finns listade i Catalogue of Life.